# Halmstads distrikt
För distrikt i Halmstads kommun, se Halmstads Martin Luthers distrikt och Halmstads Sankt Nikolai distrikt.
Halmstads distrikt är ett distrikt i Svalövs kommun och Skåne län. 
Distriktet ligger nordväst om Svalöv. 

## Tidigare administrativ tillhörighet
Distriktet inrättades 2016 och utgörs av socknen Halmstad i Svalövs kommun.
Området motsvarar den omfattning Halmstads församling hade vid årsskiftet 1999/2000.